# 竿
竿（さお）は、何らかの道具として使用する細長い棒である。原義は竹から枝葉を取り払ったもののことであったが、同じ用途の竹以外の材質のものも同じ名で呼ぶようになった。

## 概要
材質を強調する場合、竹製の竿を竹竿（たけざお）、竿に加工した竹を竿竹（さおだけ）と呼ぶ。ただし、それ以外の材で作られた竿に、固定された特別の呼称は無く、単に「竿」と呼ぶか、もしくは「○○製の竿」と呼ぶ。また、物干し竿の販売業者（古くは物売り）による移動販売の売り声（客に告知するための定型化した掛け声）は、材質が何であろうとも、今も変わらず、もっぱら竹製であった昔ながらの「竿屋、竿竹」あるいは「竿竹」であることが多い。
用途に応じた呼び分けとしては、主なものに、洗濯物を干すための物干し竿、釣りをするための釣り竿、旗をつけるための旗竿、一定の長さを測るための間竿、釣瓶を吊り下げるための釣瓶竿などがある。
舟をこぐための道具である棹（さお）は同一語源である。

## 俗語
日本語では、形状その他が竿のようであることから「竿」および「肉竿」は陰茎を意味する隠語である。また、そこからさらに転じて、昭和時代にはAV男優のような男性機能によって仕事をする人を「竿師」の意をもって「サオ師」と呼んでいた。他にも、一本の竿（あるいは、棒）を通じて関連付けされているという意味合いから、特定の一人の男性と性行為をしたことがある複数の女性たちのことを竿姉妹（あるいは、棒姉妹）と呼ぶ。反対語は穴兄弟である。